# Course de l'Europe
La Course de l'Europe est une course nautique créée par Gérard Petipas. Elle fut disputée tous les deux ans entre 1985 et 1999.

## Palmarès

### Formule 1
- 1985 : Philippe Jeantot
- 1987 : Daniel Gilard
- 1989 : Serge Madec

### Formule 2
- 1985 : Tony Bullimore
- 1987 : Thierry Caroni
- 1989 : Jean Maurel

### Formule 3
- 1985 : Loïck Peyron

### Multicoques
- 1991 : Laurent Bourgnon
- 1993 : Loïck Peyron
- 1995 : Loïck Peyron
- 1997 : Loïck Peyron
- 1999 : Loïck Peyron

### Maxis monocoques
- 1991 : Giorgio Falck
- 1993 : Grant Dalton

### Monocoques
- 1993 : Javier de la Gándara
- 1995 : Pierre Fehlmann et Guido Maisto
- 1997 : Arend Van Bergeijk
- 1999 : Yves Parlier

### 60 open
- 1993 : Halvard Mabire

### Grand Mistral 80’
- 1997 : Ross Field

## Première édition le 9 août 1985

### Classement général

#### Formule 1
1. Philippe Jeantot sur Crédit Agricole avec 36,4 points
2. François Boucher sur Ker Cadelac avec 43,1 points
3. Patrick Morvan sur Jet Services avec 49,7 points
4. Philippe Poupon sur Fleury Michon avec 68,4 points
5. Loïc Caradec sur Royale avec 75,4 points
6. Jean-François Fountaine sur Charente Maritime avec 89,1 points
7. Mark Philips sur Novell Network avec 113,7 points
8. Dominique Marsaudon sur Stalaven avec 115,7 points
9. Mike Birch sur Formule Tag avec 121 points
10. Philippe Walwyn sur Spirit of St Christopher avec 153 points
11. Charles Heidsieck avec 168 points
12. Éric Loizeau sur Roger et Gallet avec 168 points
13. Alain Comyn sur Nord Pas de Calais avec 168 points

#### Formule 2
1. Tony Bullimore sur Apricot avec 0 point
2. Henin sur Richmond avec 45,6 points
3. Robin Knox-Johnston sur British Airways avec 49 points
4. Alain Petit-Etienne sur Région de Picardie avec 70 points
5. Goldie Italia avec 112 points
6. Lejaby Rasurel avec 112 points
7. BCA avec 112 points

#### Formule 3
1. Loïck Peyron sur Lada Poch avec 0 point
2. Louise Chambaz sur Avenir avec 32,1 points
3. Pierre Le Maout sur Macallan Festival de Lorient avec 39,7 points

### Classement Breitling
(temps cumulé par formule)

#### Formule 1
1. Philippe Jeantot sur Crédit Agricole en 339 h 32 min 38 s
2. François Boucher sur Ker Cadelac en 342 h 46 min 57 s
3. Philippe Poupon sur Fleury Michon en 369 h 44 min 08 s
4. Loïc Caradec sur Royale en 382 h 0 min 17 s
5. Patrick Morvan sur Jet Services en 392 h 51 min 01 s

#### Formule 2
1. Tony Bullimore sur Apricot en 354 h 50 min 58 s
2. Henin sur Richmond en 454 h 03 min 27 s

#### Formule 3
1. Loïck Peyron sur Lada Poch en 413 h 18 min 36 s
2. Louise Chambaz sur Avenir en 474 h 43 min 24 s

## Deuxième édition: 1987
La deuxième édition de la Course de l'Europe bénéficie du patronage de l'Union européenne. La flotte de quinze multicoques est divisée en deux classes :
- Formule 1 : longueur de 18,28 à 22,85 mètres ;
- Formule 2 : longueur de 15 à 18,28 mètres.

Quinze voiliers (10 de type Formule 1 et 5 de type Formule 2) prennent le départ le 12 juillet 1987 à La Haye (Pays-Bas). Quatorze voiliers coupent la ligne d'arrivée. Daniel Gilard remporte six des huit étapes et gagne la course sur Jet Services V.
L'itinéraire de cette édition visite huit ports des douze États-membres de la CEE :
- La Haye ( Pays-Bas) ;
- Bremerhaven ( Allemagne) ;
- Édimbourg ( Royaume-Uni) ;
- Dublin ( Irlande) ;
- Lorient ( France) ;
- Vilamoura ( Portugal) ;
- Barcelone ( Espagne) ;
- Toulon ( France) ;
- Sanremo ( Italie).

### Classement général

#### Formule 1
| Position | Skipper              | Nationalité | Voilier            | Points | Équipage |
| -------- | -------------------- | ----------- | ------------------ | ------ | -------- |
| 1        | Daniel Gilard        | France      | Jet Services V     | 13,76  |          |
| 2        | Olivier de Kersauson | France      | Poulain            | 45,7   |          |
| 3        | Jean Maurel          | France      | Elf Aquitaine II   | 48,4   |          |
| 4        | Bruno Peyron         | France      | Ericsson           | 63,8   |          |
| 5        | Éric Tabarly         | France      | Côte d'or          | 74,8   |          |
| 6        | Philippe Poupon      | France      | Fleury Michon VIII | 75,18  |          |
| 7        | Éric Loizeau         | France      | Roger et Gallet    | 117,7  |          |
| 8        | Bertrand de Broc     | France      | Jean Stalaven      | 124    |          |
| 9        | Peter Phillips       | Royaume-Uni | Novanet Elite      | 139    |          |
| 10       | Frank Jubelin        | France      | Kaimiloa           | 141    |          |

#### Formule 2
1. Thierry Caroni sur Challenge Grundig avec 0 point
2. Petit-Etienne sur Agri-Obtentions avec 24 points
3. Pascal Hérold sur Dupon-Duran avec 50,2 points
4. Louise Chambaz sur Women of Europe avec 66,8 points

## Troisième édition le 17 juillet 1989 à Hambourg (Allemagne)
- 1re étape : Hambourg - Den Haag (245 miles)
- 2e étape : Den Haag - Southampton (253 miles)
- 3e étape : Southampton - Lorient (302 miles)
- 4e étape : Lorient - Vigo (446 miles)
- 5e étape : Vigo - Vilamoura (367 miles)
- 6e étape : Vilamoura - Toulon (878 miles)

### Participants
Dix-neuf multicoques ont pris le départ de la course de l'Europe le 17 juillet à Hambourg (Allemagne) : six formules 1 (plus de 18,28 mètres) et treize formules 2 (moins de 18,28 mètres). Victoire de Serge Madec sur Jet Services V qui remporte cinq des six étapes.

#### Formule 1
- U.Mathies (RFA) sur le catamaran Dim Sportwerbung
- M.Sobtil (Port) sur le trimaran ex-Cote d'Or I
- Serge Madec (Fra) sur le catamaran Jet services V
- Laurent Bourgnon (Sui) sur le catamaran ex-Limeil-Brévannes
- Paul Vatine (Fra) sur le trimaran Nems-Luang
- François Boucher (Fra) sur le catamaran Saab-Turbo

#### Formule 2
- Henk de Velde (PB) sur le catamaran Alisum Q28
- W. Kaliski (Pol) sur le catamaran Almatur 3
- P. Hérold (Fra) sur le trimaran Dupon-Duran
- Jean Maurel (Fra) sur le trimaran Elf-Aquitaine 3
- Mike Birch (Can) sur le trimaran Fujicolor
- E. Forest (Fra) sur le trimaran Prao Funambule
- Florence Arthaud (Fra) sur le trimaran Groupe Pierre 1er
- Louise Chambaz (Can) sur le trimaran Laiterie Mont-Saint-Michel
- J. Simonis (PB) sur le catamaran Mint-Futur-Funds
- V. Péron (Fra) sur le catamaran Nancy-Athom Le Rebelle
- Tony Bullimore (GB) sur le trimaran Spirit-of-Apricot
- G. Abolo (Esp) sur le trimaran Alimentos de Espana
- M. Brand sur le trimaran Compoq

### Classement général toutes catégories en temps réel
1. Serge Madec sur le catamaran de 75 pieds Jet services V formule 1 - 12 j 08 h 46 min 35 s
2. Jean Maurel sur le trimaran de 60 pieds Elf Aquitaine III formule 2 - à 4 h 33 min 54 s
3. Florence Arthaud sur le trimaran de 60 pieds Groupe Pierre 1er formule 2 - à 6 h 45 min 13 s

## Quatrième édition du 12 mai au 5 juin 1991
- 1re étape : Lorient - Torquay
- 2e étape : Torquay - Dublin
- 3e étape : Dublin - Lisbonne
- 4e étape : Lisbonne - Barcelone
- 5e étape : Barcelone - Marseille
- 6e étape : Marseille - Santa Margherita

- Victoire de Laurent Bourgnon sur RMO qui l'emporte lors de la dernière étape.

### Classement général des multicoques
1. Laurent Bourgnon sur RMO avec 20 points
2. Mike Birch sur Fujicolor avec 21,7 points
3. Florence Arthaud sur Groupe Pierre 1er avec 24,12 points
4. Jean Maurel sur Elf aquitaine III avec 30,4 points
5. Francis Joyon sur Ker Cadelac avec 61,7 points
6. Alimentos de Espana avec 68,4 points
7. Brest Armorique avec 78,4 points

### Classement général des monocoques
1. Alain Gabbay sur Safilo avec 3 points
2. Pierre Fehlmann sur Mérit avec 15 points
3. Daniel Mallé sur la Poste avec 40,5 points
4. Sandro Buzzi sur Charles Jourdan avec 68 points
5. Arnaud Dhallenne sur Pen Duick VI avec 72 points

## Cinquième édition le 23 mai 1993
- 1re étape : La Rochelle - Gijón
- 2e étape : Gijón - Cherbourg
- 3e étape : Cherbourg - Rotterdam
- 4e étape : Rotterdam - Copenhague
- 5e étape : Copenhague - Helsinki
- 6e étape : Helsinki - Stockholm

- Victoire de Loïck Peyron qui l'emporte devant Laurent Bourgnon, puis Francis Joyon en multicoques,
- Victoire de Halvard Mabire, devant Isabelle Autissier en monocoques 60 pieds open,
- Victoire de Javier De La Gándara devant Roger Nilson en monocoques Wor 60 (classe Whitbread),
- Victoire de Grant Dalton (Nouvelle-Zélande) devant Pierre Fehlmann, puis Daniel Mallé en monocoques maxis (plus de 60 pieds).

## Sixième édition le 20 mai 1995
- 1re étape : Venise - Malte
- 2e étape : Malte - Marseille
- 3e étape : Marseille - Calvia
- 4e étape : Calvia - Casablanca
- 5e étape : Casablanca - Vigo
- 6e étape : Vigo - Cherbourg
- 7e étape : Cherbourg - Londres

- Victoire de Loïck Peyron, devant Laurent Bourgnon, puis Francis Joyon en multicoques,

et de Guido Maisto (Italie) devant Thierry Dubois en monocoques.

## Septième édition le1erjuin 1997
- 1re étape : Cherbourg - Rotterdam
- 2e étape : Rotterdam - Arendal
- 3e étape : Arendal - Kiel
- 4e étape : Kiel - Helsinki
- 5e étape : Helsinki - Stockholm

- Victoire de Loïck Peyron devant Paul Vatine (deuxième) et Laurent Bourgnon (troisième) en multicoques,
- Victoire de Arend Van Bergeijk (Pays-Bas, devant Thomas Nimmervoll (Suède) et Jean Maurel en monocoques 60,
- Victoire de Ross Field (Nouvelle-Zélande) devant Roy Heiner (Pays-Bas) et Ludde Ingvall (Finlande) en monocoques Grand Mistral 80’ (monotype sur plan Farr construit à 8 ou 10 exemplaires à La Ciotat avec pour objectif l’organisation d’une course autour du monde en équipage)

## Huitième et dernière édition 1999
Deux étapes seulement en raison du faible nombre de participants
- 1re étape : Gênes - Benalmadena (Espagne)
- 2e étape : Benalmadena (Espagne) - Lorient

- Victoire de Loïck Peyron devant Lalou Roucayrol, puis Franck Cammas en multicoques,

et de Yves Parlier devant Catherine Chabaud puis Andrea Scarabelli (Italie) en monocoques.